# Гверир
Гверир (IX век) — отшельник Лискардский. День памяти — 4 апреля.
Святой Гверир (Gwerir), или Гуер (Guier) был отшельником и молчальником в Лискарде, Корнуолл. По преданию, на его могиле получил исцеление от серьёзной болезни король Альфред. Келья святого Гверира впоследствии была занята святым Неотом (память 31 июля).